# Prospect Creek (Alaska)
Prospect Creek est un endroit d'Alaska aux États-Unis, faisant partie de la Région de recensement de Yukon-Koyukuk.

## Situation - climat
Prospect Creek est situé à 289 kilomètres au nord de  Fairbanks et à 40 kilomètres au sud-est de Bettles. Autrefois, il y avait là un important camp de mineurs, et, plus tard, un campement utilisé pendant la construction de l'oléoduc trans-Alaska en 1977.
Ce lieu, proche du cercle arctique, est situé à 54 kilomètres au nord du centre de l'Alaska, à proximité du kilomètre 217 de la Dalton Highway. Coldfoot est la localité la plus proche, elle se trouve toutefois à 50 kilomètres au nord-est.
Prospect Creek est entouré de deux parcs fauniques nationaux, le refuge faunique national des Yukon Flats et le parc national et réserve des Gates of the Arctic et la faune locale est composée d'ours bruns et de pygargues à tête blanche. Sa flore est de type forêt boréale. On y trouve du tungstène et du bismuth, mais l'isolement et le climat difficile de l'endroit découragent toute tentative d'exploitation.
Prospec Creek est toutefois réputé pour détenir le record de froid des États-Unis le 23 janvier 1971, avec −62 °C. Il s'agit de la seconde température la plus froide en Amérique du Nord (sans le Groenland), juste après Snag, Yukon, Canada (−63 °C).

## Histoire
Un campement a été érigé là, jusqu'en 1977, en vue d'héberger les ouvriers de l'Oléoduc trans-Alaska. Il comportait des installations sommaires, hébergement et sanitaires.
En 1974, pendant la construction de l'oléoduc, un loup a attaqué les ouvriers, sans occasionner de blessures graves.
Le camp fut à nouveau utilisé en 1992 pour héberger cette fois les ingénieurs et ouvriers qui reconstruisaient les ponts  Dalton Highway proches.
Mais, actuellement, depuis la fin de ces deux chantiers, l'endroit est inhabité.
Il y reste toutefois une piste d'aéroport, devenue privée et des excursions touristiques sont organisées l'été.